# Платер-де-Броель, Людовик Константинович
Граф Людовик Константинович Платер-де-Броель (пол. Ludwik August Plater; 14 августа 1775, Краслава — 6 октября 1846, Познань) — польский государственный деятель, статский советник, член государственного Совета Царства Польского 1830 году, генеральный директор Правительственной Комиссии Дохода и Финансов Царства Польского, член Комиссии по Высшей Экзаменационной в Царстве Польском в 1829 году.

## Биография
Представитель польского дворянского рода Плятер. Старший сын последнего подканцлера литовского Казимира Константина Плятера (1749—1807) и Изабеллы Людвики Борх (1752—1813).
В 1794 году Людвик Плятер принимал участие в восстание Костюшко и стал адъютантом генерала Кароля Сераковского. Сотрудничал с князем Адамом Чарторыйским.
Был генеральным директором сперва дирекции казенных лесов, потом государственных имуществ в Царстве Польском, председателем политехнического совета и сенатором Царства Польского. По его почину была открыта в Царстве Польском лесоустроительная комиссия и учреждена школа лесоводства для образования лесных техников. При Платере началось издание в Варшаве полуофициального специально лесного органа «Sylwan Warszawski».
В 1816 году был великим секретарем, а в 1819 году великим наместником представительства польских символических масонских лож и капитулов Wielki Wschód Narodowy Polski.
Во время Ноябрьского восстания в Царстве Польском (1830—1831) Константин Плятер пытался работать с Каролем Князевичем в Париже, его имущество было конфисковано после подавления восстания. Поэтому он сначала остался в Париже, затем переехал в Познань в 1840 году, где скончался в 1846 году.
Член Королевского Общества друзей наук в Варшаве в 1829 году. В 1832 году он был одним из основателей Литературного Общества в Париже. Он был соучредителем Специальной школы лесного хозяйства в Варшаве (1818 год).
Как сенатор-каштелян Царства Польского граф Константин Плятер подписал 25 января 1831 года акт свержения с польского престола российского императора Николая I Романова.
Награжден Орденом Святого Станислава 1-го класса в Царстве Польском.

## Семья
Людвик Плятер был женат на Марии Бжостовской (1776—1843), дочери Роберта Бжостовского и Анны Ядвиги Плятер. У супругов были дочь и сын:
- Паулина Плятер (1813—1889), жена Каетана Людвика Халецкого;
- Зигмунд Адам Михаил Плятер (1816—1883), женат с 1853 года графине Александре Корвин-Коссаковской (1831—1901).

## Главные труды
- «Rzecz о gospodarstwie leśnem» (Вильно, 1807);
- «Opisanie geograficzno-historiczno-statystyczno Wojewodstwa Poznańskiego» (Париж, 1841 и Лпц., 1846);
- «Les affaires de Cracovie» (Пар., 1844).